# Praxis (philosophie)
Pour les articles homonymes, voir Praxis.
La praxis (du grec ancien πρᾶξις, « action ») est un concept philosophique en grec ancien, théorisé par Aristote dans l’Éthique à Nicomaque et la Métaphysique. Elle est définie comme action pratique, c'est-à-dire comme activités qui ne sont pas seulement contemplatives ou théoriques, mais qui transcendent le sujet. De surcroît, la praxis est une activité immanente, qui ne produit aucune œuvre distincte de l'agent. Elle a pour fin l’eupraxie, ce qui la distingue de la poïésis qui est au contraire l’action transitive, distincte de l’acte qui la produit, et qui se réalise dans une œuvre extérieure à l’artiste ou à l’artisan. 

## Chez les Grecs
L'action au sens strict est en opposition au faire, à la fabrication. Aristote distingue la praxis de la poïésis. La praxis a une finalité interne à l'action, non séparable de l'action : « Le fait de bien agir est le but même de l'action. » (Eth. Nic., VI, 5, 1140b5). La poïésis (ou création, ou production) relève de l'instrumentalité et a pour finalité la production d'un bien ou d'un service, c'est-à-dire de quelque chose d'extérieur à l'action de celui qui le fabrique ou le rend.
Au sens d'action sous-tendue par une idée vers un résultat pratique, elle désigne l'ensemble des activités humaines susceptibles de transformer les rapports sociaux et/ou de modifier le milieu naturel.
Hannah Arendt, dans Condition de l'homme moderne, commente et reprend le concept aristotélicien de praxis.

## Chez Marx et les marxistes/marxiens
Le concept de praxis a été largement exploité par les philosophes marxistes.
Karl Marx, dans ses 11 Thèses sur Feuerbach, a mis en évidence l'importance de la pratique sociale (praxis) pour comprendre la société et aussi la transformer, proposant ainsi une nouvelle forme de matérialisme (de l'activité (sociale), de l'action, du mouvement, la praxis), réconciliant à la fois l’aspect actif de l'idéalisme dialectique hégélien et le matérialisme mécaniste de Feuerbach. Voici quelques-unes de ces thèses expliquant cette praxis :
Thèse I : Le principal défaut, jusqu'ici, du matérialisme de tous les philosophes – y compris celui de Feuerbach est que l'objet, la réalité, le monde sensible n'y sont saisis que sous la forme d'objet ou d'intuition, mais non en tant qu'activité humaine concrète, en tant que pratique, de façon non subjective. C'est ce qui explique pourquoi l'aspect actif fut développé par l'idéalisme, en opposition au matérialisme, — mais seulement abstraitement, car l'idéalisme ne connaît naturellement pas l'activité réelle, concrète, comme telle. Feuerbach veut des objets concrets, réellement distincts des objets de la pensée; mais il ne considère pas l'activité humaine elle-même en tant qu'activité objective. C'est pourquoi dans l'Essence du christianisme, il ne considère comme authentiquement humaine que l'activité théorique, tandis que la pratique n'est saisie et fixée par lui que dans sa manifestation juive sordide. C'est pourquoi il ne comprend pas l'importance de l'activité "révolutionnaire", de l'activité "pratique-critique".
Thèse II : La question de savoir s'il y a lieu de reconnaître à la pensée humaine une vérité objective n'est pas une question théorique, mais une question pratique. C'est dans la pratique qu'il faut que l'homme prouve la vérité, c'est-à-dire la réalité, et la puissance de sa pensée, dans ce monde et pour notre temps. La discussion sur la réalité ou l'irréalité d'une pensée qui s'isole de la pratique, est purement scolastique.
Thèse III : La doctrine matérialiste qui veut que les hommes soient des produits des circonstances et de l'éducation, que, par conséquent, des hommes transformés soient des produits d'autres circonstances et d'une éducation modifiée, oublie que ce sont précisément les hommes qui transforment les circonstances et que l'éducateur a lui-même besoin d'être éduqué. C'est pourquoi elle tend inévitablement à diviser la société en deux parties dont l'une est au-dessus de la société (par exemple chez Robert Owen).
La coïncidence du changement des circonstances et de l'activité humaine ou auto-changement ne peut être considérée et comprise rationnellement qu'en tant que pratique révolutionnaire.
Thèse V : Feuerbach, que ne satisfait pas la pensée abstraite, en appelle à l'intuition sensible; mais il ne considère pas le monde sensible en tant qu'activité pratique concrète de l'homme.
Thèse VIII : Toute vie sociale est essentiellement pratique. Tous les mystères qui détournent la théorie vers le mysticisme trouvent leur solution rationnelle dans la pratique humaine et dans la compréhension de cette pratique.
Thèse IX : Le résultat le plus avancé auquel atteint le matérialisme intuitif, c'est-à-dire le matérialisme qui ne conçoit pas l'activité des sens comme activité pratique, est la façon de voir des individus isolés et de la société bourgeoise.
Thèse XI : Les philosophes n'ont fait qu'interpréter le monde de différentes manières, ce qui importe c'est de le transformer.

De plus, voici une autre citation provenant cette fois-ci de L'idéologie allemande de Marx et Engels, décrivant ici ce nouveau « matérialisme pratique » (praxis) pouvant transformer la société :

« En réalité, pour le matérialiste pratique, c'est-à-dire pour le communiste, il s'agit de révolutionner le monde existant, d'attaquer et de transformer pratiquement l'état des choses qu'il a trouvé. »

Et enfin, une autre citation provenant une nouvelle fois de L'idéologie allemande nous permet de mieux comprendre cette praxis (« matérialisme pratique »). Cette fois-ci, Marx et Engels définissent le monde sensible d'une autre manière qu'un matérialisme qui serait mécaniste et naturaliste (par exemple de type feuerbachien), ou purement déterministe et/ou sensualiste. Marx et Engels mettent une nouvelle fois l'accent sur l'activité pratique humaine :

« Le monde sensible n'est pas un objet donné directement de toute éternité et sans cesse semblable à lui-même, mais le produit de l'industrie et de l'état de la société, et cela en ce sens qu'il est un produit historique, le résultat de l'activité de toute une série de générations. »

Chez le penseur communiste Antonio Gramsci, la philosophie de la praxis désigne sa propre conception du marxisme opposée au pur déterminisme économique de certains marxistes. Selon les situationnistes, qui rejoignent en cela Antonio Gramsci, la praxis est la pratique qui se reconnaît elle-même par la théorie qui découle de son action.
Chez Sartre, dans sa Critique de la raison dialectique, la praxis désigne le champ de l'activité pratique s'opposant à l'hexis (pratique rigidifiée).
Chez Jean-Marie Vincent et André Gorz, qui se réfèrent à Aristote, au faire instrumental (poiésis) est opposé l'agir (praxis) qui recouvre tous les domaines où le but est l'épanouissement de l'homme : il s'agit de l'action politique mais aussi du travail autonome, des loisirs, de l'activité artistique, éducative, solidaire, etc..